# Desfile da Revolução de Outubro de 1941

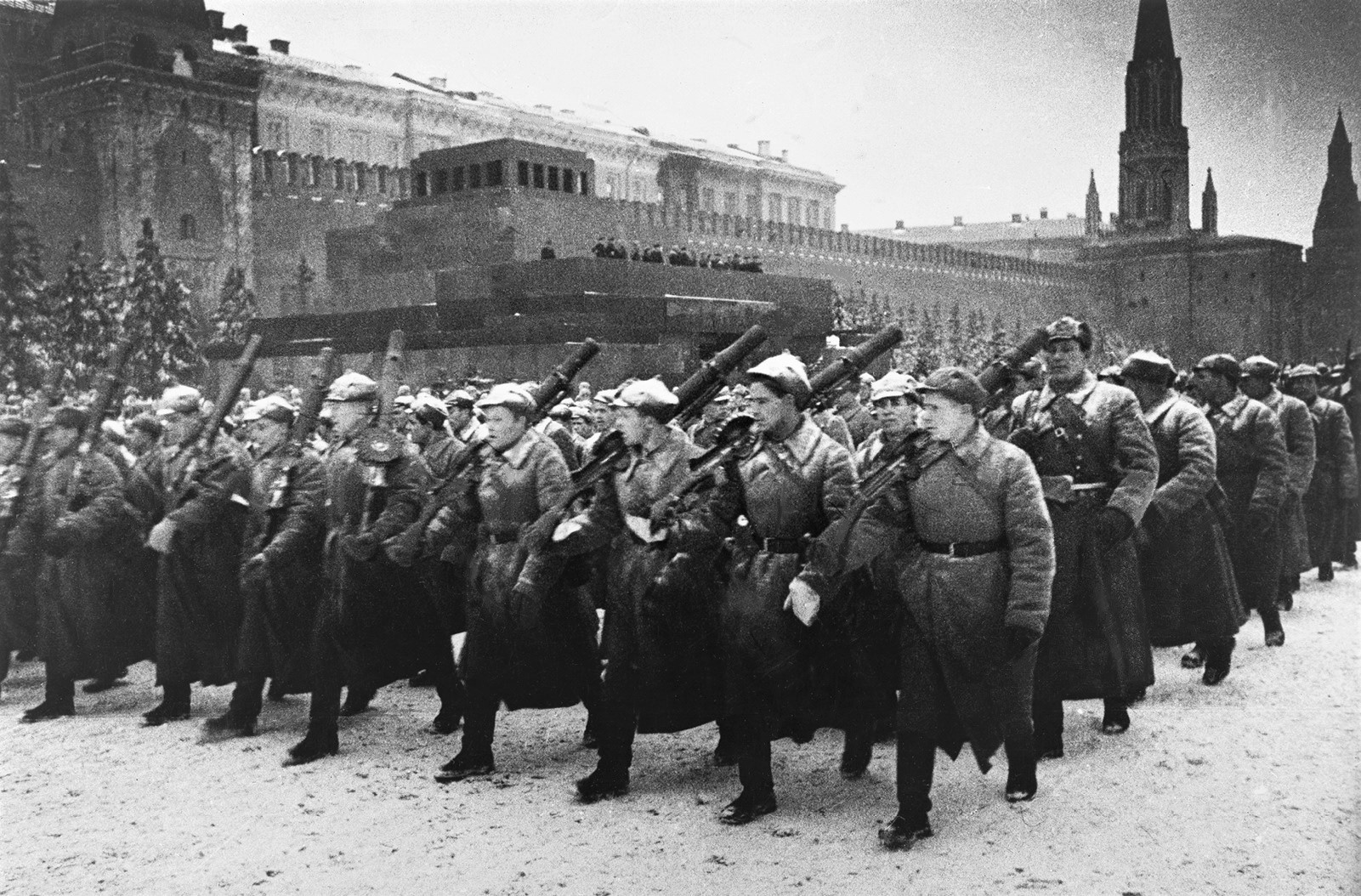
Soldados desfilando com metralhadoras no Desfile na Praça Vermelha em 7 de novembro de 1941.

O Desfile da Revolução de Outubro de 1941, de 7 de novembro de 1941, foi um desfile em homenagem à Revolução de Outubro, 24 anos antes. É mais famoso por ter ocorrido durante a Batalha de Moscou. O secretário-geral do Partido Comunista, Josef Stalin, fez um discurso aos soldados no desfile na Praça Vermelha, que iriam para a batalha imediatamente após o desfile. Todos os anos na Rússia moderna, o dia 7 de novembro é um feriado em homenagem ao desfile de 1941 como substituto da celebração da Revolução de Outubro, como um Dia de Honra Militar.
Os desfiles realizados naquele ano que são mais memoráveis são os desfiles na Praça Vermelha de Moscou e na Praça Kuybyshev, em Samara (antigamente Kuybyshev no período soviético). Ambos são marcados hoje por desfiles comemorativos para honrar sua importância histórica. A Rússia e mais tarde a União Soviética adotaram o calendário gregoriano após a Revolução de Outubro, de modo que o aniversário agora caía em 7 de novembro.

## Ordem da marcha do desfile de Moscou

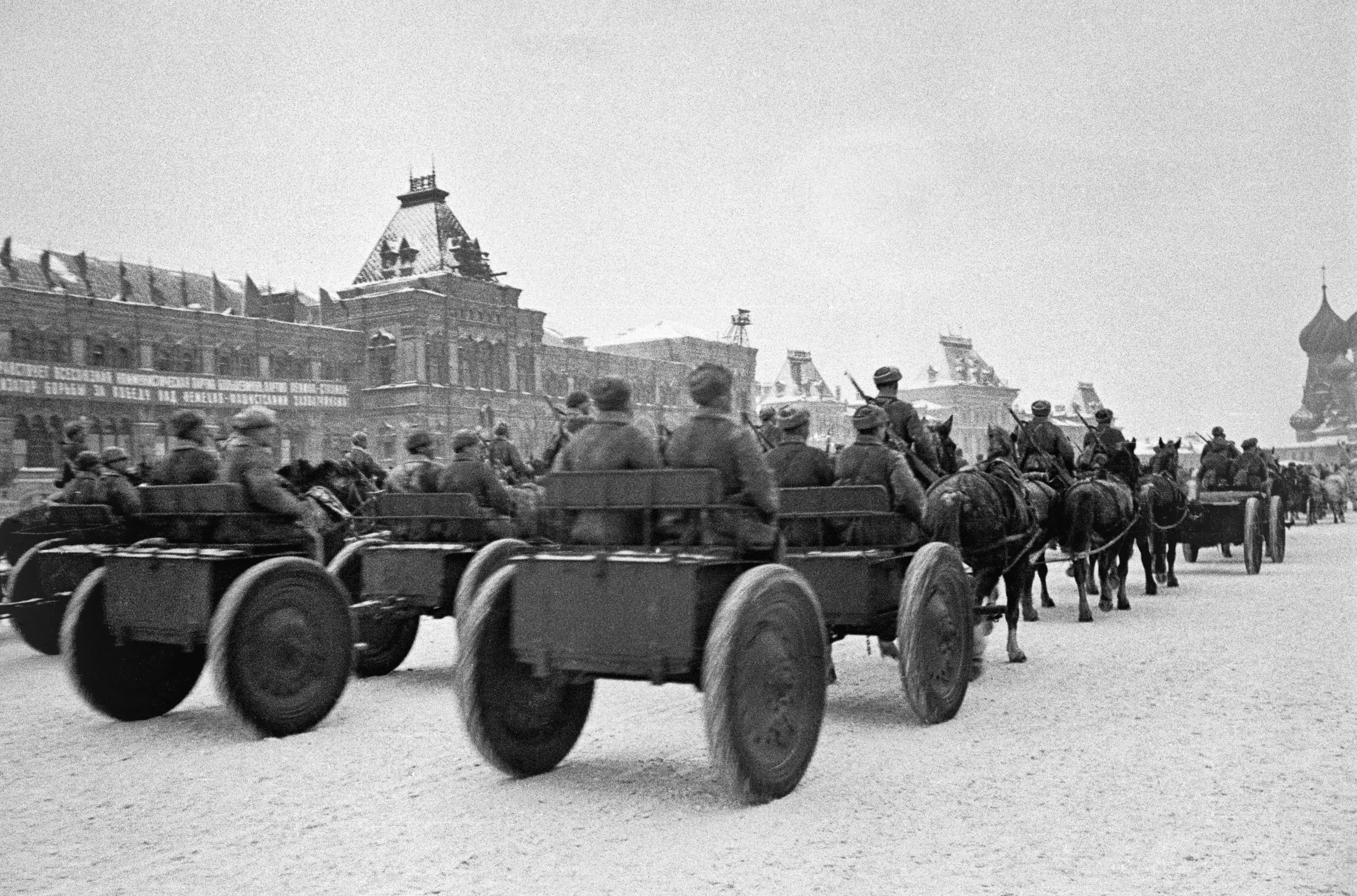
Veículos em desfile.

Após a invasão alemã de 22 de junho de 1941, as tropas da Wehrmacht chegaram no início de novembro de 1941 a cerca de trinta quilômetros de Moscou. Stalin então ordenou que quase 30.000 soldados soviéticos marchassem diretamente da Praça Vermelha para a frente de batalha. O desfile foi inspecionado pelo comandante da Frente de Reserva, Marechal da União Soviética Semyon Budyonny, com acompanhamento musical de uma banda combinada composta pela Banda Militar Central do Comissariado do Povo de Defesa, a Banda da Divisão Dzerzhinsky e a Banda do Estado-Maior do Distrito Militar de Moscou, ambas sob a batuta do Coronel Vasily Agapkin, então Diretor de Música da Banda do Estado-Maior do Distrito Militar de Moscou.

### Coluna de solo
Seguindo o Coronel-General Pavel Artemyev a cavalo, a parada desfilou na seguinte ordem: 
- Corpo de Tambores da Escola Militar de Música de Moscou
- Escola de Artilharia de Moscou
- Regimento Combinado da 336ª Brigada de Infantaria Naval e Destacamento do Quartel-General da Marinha de Moscou (1º Grupo-Tarefa Naval)
- 332ª Divisão de Rifles
- ODON
- Tropas internas da NKVD estacionadas em Moscou
- 2ª Divisão de Fuzileiros (Milícia Popular)
- Regimento do Conselho Militar do Distrito Militar de Moscou
- Regimento Vsevobuch (dois batalhões)
- Batalhão veterano da Guarda Vermelha

## Discurso de Stalin

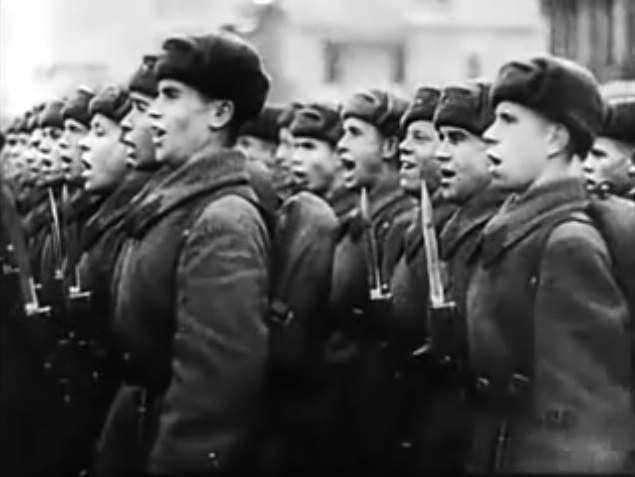
Soldados saudando Stalin.

Antes do início do desfile, o então Secretário-Geral do Partido Comunista da União Soviética e Primeiro-Ministro da URSS, Joseph Stalin, proferiu o seguinte discurso à nação:
"Camaradas, homens do Exército Vermelho e da Marinha Vermelha, comandantes e comissários políticos, operários e operárias, agricultores e trabalhadoras coletivas, trabalhadores nas profissões intelectuais, irmãos e irmãs na retaguarda do nosso inimigo que temporariamente caíram sob o jugo dos bandidos alemães, e aos nossos valentes homens e mulheres guerrilheiros que estão destruindo a retaguarda dos invasores alemães!

Em nome do Governo Soviético e do nosso Partido Bolchevique, saúdo-os e felicito-os pelo vigésimo quarto aniversário da Grande Revolução Socialista de Outubro.
Camaradas, é em circunstâncias difíceis que celebramos hoje o vigésimo quarto aniversário da Revolução de Outubro. O ataque pérfido dos bandidos alemães e a guerra que nos foi imposta criaram uma ameaça ao nosso país. Perdemos temporariamente várias regiões, o inimigo apareceu às portas de Leningrado e Moscou. O inimigo calculava que, ao primeiro golpe, nosso exército seria disperso e nosso país seria forçado a se render. Mas o inimigo cometeu um grave erro de cálculo. Apesar dos reveses temporários, nosso Exército e Marinha estão repelindo heroicamente os ataques inimigos em toda a frente e infligindo-lhe pesadas perdas, enquanto nosso país — todo o nosso país — se organizou em um único campo de combate para, juntamente com nosso Exército e Marinha, garantir a derrota dos invasores alemães.
Houve momentos em que nosso país se viu em uma situação ainda mais difícil. Lembre-se do ano de 1918, quando celebramos o primeiro aniversário da Revolução de Outubro. Três quartos do nosso país estavam, naquela época, nas mãos de intervencionistas estrangeiros. A Ucrânia, o Cáucaso, a Ásia Central, os Urais, a Sibéria e o Extremo Oriente foram temporariamente perdidos para nós. Não tínhamos aliados, não tínhamos um Exército Vermelho — tínhamos apenas começado a criá-lo; havia escassez de alimentos, de armamentos, de roupas para o Exército. Quatorze Estados pressionavam o nosso país. Mas não desanimamos, não desanimamos. No fogo da guerra, forjamos o Exército Vermelho e transformamos nosso país em um acampamento militar. O espírito do grande Lênin nos animou naquela época para a guerra contra os intervencionistas. E o que aconteceu? Derrotamos os intervencionistas, recuperamos todo o território perdido e alcançamos a vitória.
Hoje, a situação do nosso país é muito melhor do que há vinte e três anos. Nosso país é agora muito mais rico do que há vinte e três anos em termos de indústria, alimentos e matérias-primas. Agora temos aliados que, conosco, mantêm uma frente unida contra os invasores alemães. Agora, desfrutamos da simpatia e do apoio de todas as nações da Europa que caíram sob o jugo da tirania de Hitler. Agora temos um Exército e uma Marinha esplêndidos, que defendem com suas vidas a liberdade e a independência do nosso país. Não sofremos com escassez grave de alimentos, armamentos ou uniformes militares. Todo o nosso país, todos os povos do nosso país, apoiam o nosso Exército e a nossa Marinha, ajudando-os a esmagar as hordas invasoras de fascistas alemães. Nossas reservas de mão de obra são inesgotáveis. O espírito do grande Lenin e sua bandeira vitoriosa nos animam agora nesta guerra patriótica, assim como fizeram há vinte e três anos.
Pode haver alguma dúvida de que podemos, e estamos destinados a, derrotar os invasores alemães?
O inimigo não é tão forte quanto alguns intelectuais medrosos o imaginam. O diabo não é tão terrível quanto o pintam. Quem pode negar que nosso Exército Vermelho mais de uma vez colocou as alardeadas tropas alemãs em fuga em pânico? Se julgarmos, não pelas afirmações orgulhosas dos propagandistas alemães, mas pela posição real da Alemanha, não será difícil entender que os invasores fascistas alemães estão enfrentando um desastre. A fome e o empobrecimento reinam na Alemanha hoje; em quatro meses de guerra, a Alemanha perdeu quatro milhões e meio de homens; a Alemanha está sangrando, suas reservas de mão de obra estão se esgotando, o espírito de indignação está se espalhando não apenas entre os povos da Europa que caíram sob o jugo dos invasores alemães, mas também entre o próprio povo alemão, que não vê fim para a guerra. Os invasores alemães estão envidando seus últimos esforços. Não há dúvida de que a Alemanha não conseguirá sustentar tal pressão por muito tempo. Mais alguns meses, mais um semestre, talvez mais um ano, e a Alemanha hitlerista deve se esvair sob a pressão de seus crimes.
Camaradas, homens do Exército Vermelho e da Marinha Vermelha, comandantes e instrutores políticos, homens e mulheres guerrilheiros, o mundo inteiro está olhando para vocês como a força capaz de destruir as hordas saqueadoras dos invasores alemães. Os povos escravizados da Europa que caíram sob o jugo dos invasores alemães olham para vocês como seus libertadores. Uma grande missão libertadora recaiu sobre você. Seja digno desta missão! A guerra que vocês estão travando é uma guerra de libertação, uma guerra justa. Que as imagens viris de nossos grandes ancestrais — Alexandre Nevsky, Dmitry Donskoy, Kuzma Minin, Dmitry Pozharsky, Alexander Suvorov e Mikhail Kutuzov — os inspirem nesta guerra! Que a bandeira vitoriosa do grande Lênin seja a sua estrela-guia!
Pela destruição completa dos invasores alemães! Morte aos invasores alemães!
Viva nossa gloriosa Mãe-Pátria, sua liberdade e sua independência!

Sob o estandarte de Lenin, rumo à vitória!"

## Desfile em Kuybyshev

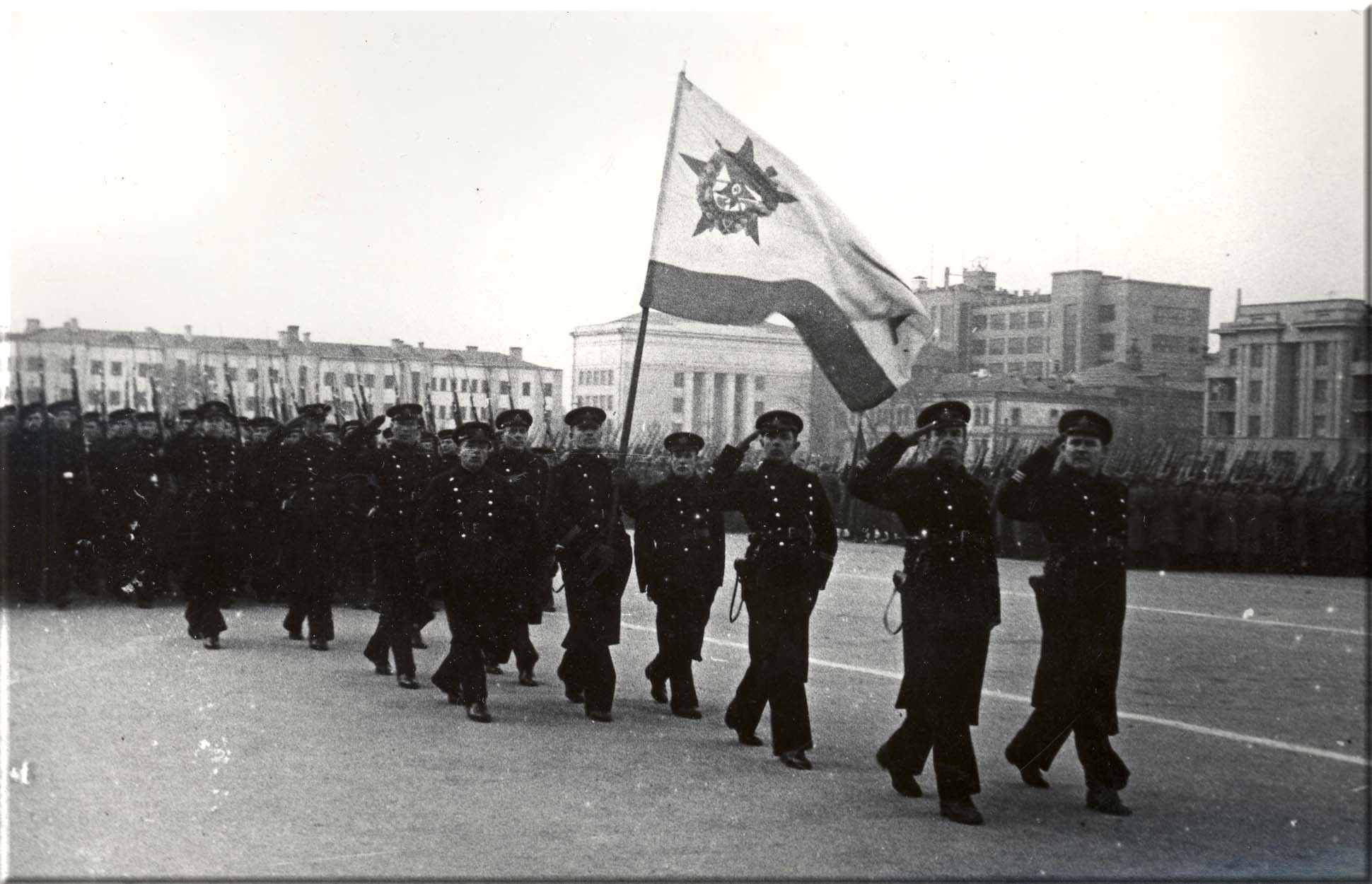
O desfile na Praça Kuybyshev, na atual Samara.

O outro desfile nacional foi realizado em Kuybyshev (hoje Samara), no terreno da Praça Kuybyshev, com a presença de autoridades do Partido Comunista da União Soviética, do Conselho de Comissários do Povo e do Soviete Supremo, oficiais de alta patente das Forças Armadas Soviéticas e do corpo diplomático, sob a justificativa de que a cidade era uma capital nacional em tempo de guerra, caso Moscou caísse nas mãos do Eixo. O comandante do desfile era o então Tenente-General Maksim Purkayev, comandante geral do 60º Exército, enquanto era inspecionado pelo ex-comissário de defesa do povo, o Marechal Kliment Voroshilov, que mais tarde deu a mensagem de feriado nacional após a inspeção. Foi sua última inspeção de um desfile da Revolução de Outubro e a única que ele inspecionou fora da capital. Estima-se que 15.000 militares participaram, juntamente com mais de 140 veículos e equipamentos militares e 217 aeronaves, seguidos por uma manifestação civil de citadinos, bem como refugiados das cidades ocidentais. Um contingente de 360 bandas do Distrito Militar do Volga forneceu a música cerimonial.

### Ordem completa do Desfile de Kuybyshev
- Corpo de Tambores
- Corpo de Cadetes, Academia Médica Militar
- Brigada da 65ª Divisão de Fuzileiros
- Brigada da 239ª Divisão de Fuzileiros
- Batalhão de defesa aérea
- Batalhão naval
- Batalhão de Tropas Internas da NKVD

## Desfile em Voronezh
Em Voronezh, o desfile das tropas da Frente Sudoeste ocorreu na Praça de Outubro (atualmente Praça Lenin) e foi presidido pelo Marechal Semyon Timoshenko. A tribuna estava repleta de líderes de organizações partidárias regionais, entre outros convidados, como a escritora comunista polonesa Wanda Wasilewska, o escritor ucraniano Oleksandr Korniychuk e o futuro líder soviético Nikita Khrushchev. Às 11h30, ao som de uma banda militar de 300 membros liderada pelo famoso compositor de Voronezh, Konstantin Massalitinov, começou o desfile da Guarnição de Voronezh. Tanques marchavam em camuflagem branca ao som do Trote de Cavalaria de Semyon Tchernetsky. O desfile não durou mais de uma hora e meia.

### Ordem completa do desfile de Voronezh
- Bandas em massa
- Militares da 327ª Divisão de Fuzileiros
  - Infantaria
  - Artilharia
  - Colunas mecanizadas equipadas com:[9]
    - Carros blindados BA-64
    - Caminhões ZIS-5
    - Motocicletas M-72
    - Jipes GAZ-67
    - Jipes Willys MB
    - Lançadores de foguetes Katyusha

## Legado dos desfiles de 1941

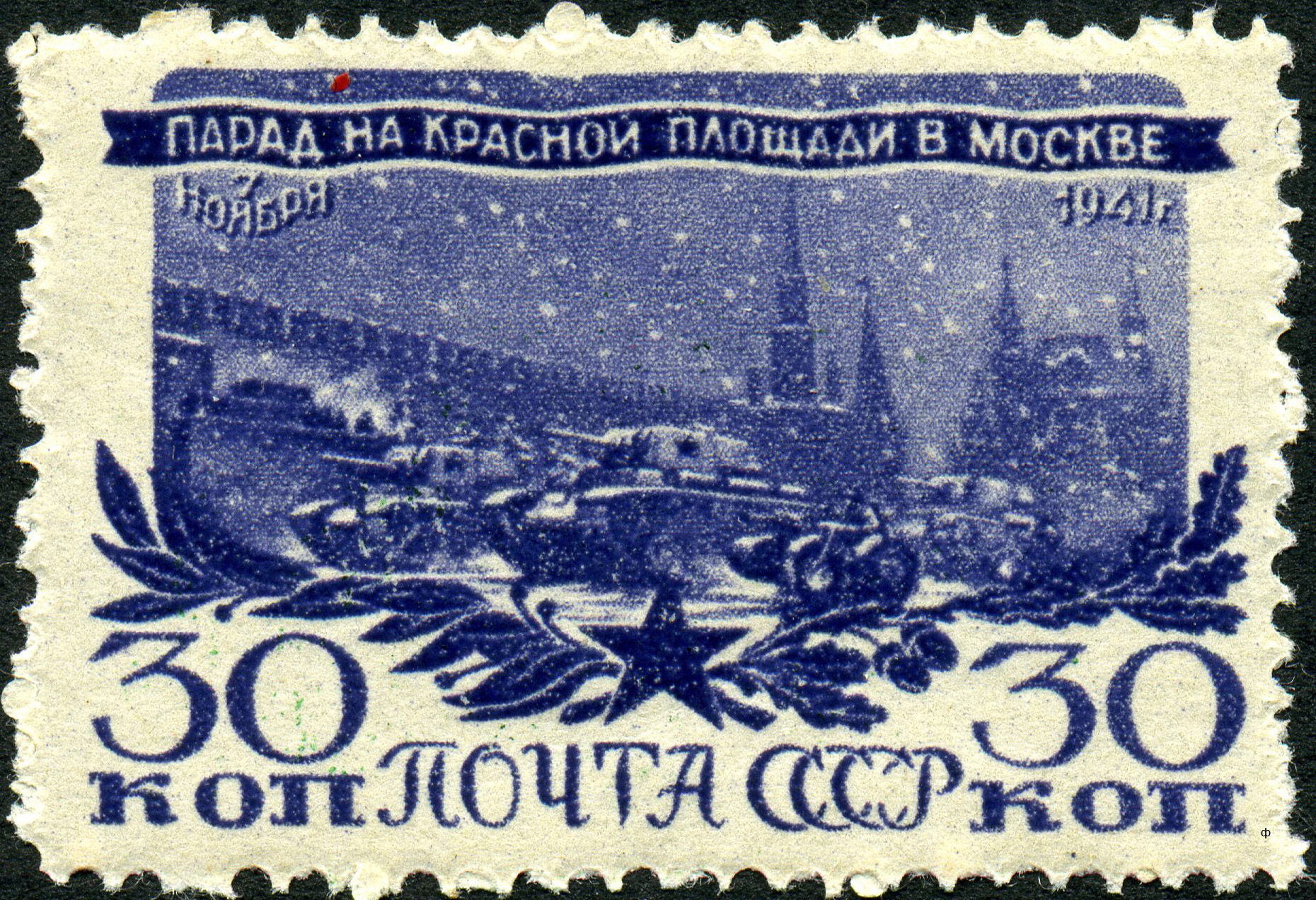
Um selo em homenagem ao desfile, 2008.

O desfile memorial é realizado desde 2000, ano em que Vladimir Putin assumiu a presidência da Rússia. Este desfile anual é um dos eventos realizados com pompa pelas autoridades russas de modo a celebrar a grandeza do país e a vitória soviética sobre os nazistas. A celebração visa estimular o patriotismo e a coragem nos jovens. O evento é marcado pelas tropas esfilando em uniformes e equipamentos históricos, como tanques T-34 e fuzis Mosin-Nagant, e bandeiras vermelhas.
Hoje, o legado dos desfiles gêmeos realizados durante o primeiro ano da Grande Guerra Patriótica nas cidades de Moscou e Samara serve como um lembrete da resistência do povo russo e de suas forças armadas, como parte da União Soviética, contra a agressão causada pela Alemanha Nazista na Frente Oriental da Segunda Guerra Mundial. Milhões de russos que vivem nas áreas mais amplas dessas duas cidades têm ou tiveram familiares e parentes que marcharam nesses desfiles e/ou lutaram durante o conflito e consideram esses desfiles parte da história mais ampla da Rússia e de suas famílias. Assim, os aniversários dos desfiles de 1941 são tidos em alta conta por muitos russos como uma demonstração de força contra o inimigo fascista e da determinação da Rússia em derrotar qualquer forma de agressão internacional, bem como para o país mostrar ao seu povo e aos jovens os valores do patriotismo, da lembrança dos caídos, do amor à pátria e do serviço nas forças armadas. Todos os anos, no dia 7 de novembro, as duas cidades realizam desfiles comemorativos não apenas para lembrar as centenas de milhares de moradores que lutaram e morreram na Segunda Guerra Mundial, mas para manter para sempre as memórias que esses dois desfiles deixaram na longa história de suas cidades.

### Desfile memorial militar na Praça Vermelha de Moscou
Os desfiles comemorativos, desde o final da década de 1990, marcam o desfile mais memorável e famoso de 1941 na Praça Vermelha de Moscou, com os militares da Guarnição de Moscou, cadetes de academias das forças armadas, unidades militares, o Movimento Nacional de Cadetes do Exército Jovem, cadetes de escolas de cadetes militares e jovens homens e mulheres uniformizados e organizações voluntárias na capital e seus arredores, com mais de 5.800 participantes. A marcha dos veteranos do desfile de 1941 foi realizada pela primeira vez na Rússia em 2000. Em 2003, o governo da cidade de Moscou reformulou o evento como um desfile de organizações juvenis e escolas de cadetes. Dois anos depois, o aniversário do desfile foi marcado por uma demonstração de equipamentos e veículos de guerra. Um evento televisionado nacionalmente, que conta com a presença dos poucos veteranos vivos da guerra, famílias de militares e veteranos falecidos, o corpo diplomático, cadetes das forças armadas e veteranos de conflitos recentes, tendo o prefeito de Moscou como convidado de honra. O comandante do desfile, desde 2014, é coronel da ativa nas Forças Armadas. A música cerimonial do desfile é fornecida pelas bandas militares da Guarnição da Capital de Moscou, sob a regência do Diretor Sênior de Música do Serviço de Banda Militar. Desde 2015, o desfile começa com a marcha lenta da Bandeira da Rússia e do Estandarte da Vitória, imitando o Desfile do Dia da Vitória no início do ano. O desfile de 2012 também foi marcado como o evento final de um ano de comemorações do jubileu do bicentenário da invasão francesa da Rússia e da histórica Batalha de Borodino.
O desfile de 2020, marcado como o evento final de um ano de celebrações do jubileu de diamante da vitória na Segunda Guerra Mundial na Europa, foi cancelado devido à pandemia de COVID-19 na Rússia. Pequenas celebrações alternativas foram programadas para ocupar o lugar como pontapé inicial local para as comemorações do 80º aniversário do desfile programado para 2021, que por si só representam o fim de um ano de comemorações nacionais do 80º aniversário do início da guerra nos territórios da antiga União Soviética.
Seguindo a ordem para iniciar a marcha em ritmo acelerado, a ordem do desfile é a seguinte:
- Bandas em massa da Guarnição de Moscou[16]
  - Banda do 154º Regimento Preobrazhensky,
  - Banda da Academia de Armas Combinadas das Forças Armadas da Federação Russa
  - Banda da Universidade Militar do Ministério da Defesa da Federação Russa
  - Banda da Escola Superior de Comando de Armas Combinadas de Moscou
  - Banda da 147ª Base Automobilística
  - Banda da 27ª Brigada de Fuzileiros Motorizados da Guarda
  - Banda do 1º Regimento de Fuzileiros Independentes Semyonovsky
- Corpo de Tambores da Escola Militar de Música de Moscou
- 154º Regimento de Comandantes Independentes de Preobrazhensky da Guarda de Cores
- Guarda de honra combinada e guarda de honra dos estandartes frontais
- 1ª Companhia de Guardas de Honra do 3º Batalhão de Guardas de Honra, 154º PICR
- Batalhão histórico composto por:
  - Universidade Militar do Ministério da Defesa
  - Escola Superior de Comando Militar de Moscou
  - 27ª Brigada de Fuzileiros Motorizados da Guarda
  - Academia da Força Aérea Gagarin-Zhukovsky
  - Academia Militar das Forças de Mísseis Estratégicos de Pedro, o Grande
  - Academia Militar de Forças de Engenharia, Defesa e Controle Nuclear, Biológico e Químico "Marechal da União Soviética Semyon Timoshenko"
  - Divisão de Propósito Operacional Separada, Comando das Forças da Guarda Nacional
- Escola Militar Suvorov
- Escola de Cadetes Presidenciais da Guarda Nacional de Moscou
- Corpo de Cadetes de Moscou do Comitê Investigativo da Rússia
- Corpo de Cadetes de Bombeiros de Moscou da Academia de Defesa Civil, Ministério de Situações de Emergência
- Unidade de Cadetes Patrióticos do Exército Jovem de Moscou (em nome do Movimento Nacional dos Cadetes do Exército Jovem)
- Universidade de Transporte Marítimo de Moscou
- Unidade de Reservas de Trabalho de Moscou, Associação Esportiva Voluntária de Toda a Rússia
- Batalhão composto de unidades de Moscou do DOSAAF
- Regimento de cadetes combinados das escolas e cursos de cadetes da área de Moscou
  - Corpo de Cadetes da Escola Nacional de Pensões de Moscou
  - 1º Corpo de Cadetes de Moscou
  - Internato para meninas do Ministério da Defesa da Rússia
  - Corpo de Cadetes Navais de Moscou da Escola de Navegação e Matemática
  - Corpo de Cadetes da Marinha de Moscou "Heróis de Sebastopol"
  - Corpo de Cadetes de Moscou "Heróis de Stalingrado"
  - Corpo de Cadetes de Moscou "Heróis do Espaço"
  - Corpo de Cadetes Musicais Militares de Moscou
  - 1º Corpo de Cadetes de Moscou do Serviço de Fronteira do Serviço Federal de Segurança
  - Corpo de Cadetes da Justiça de Moscou
  - Corpo de Cadetes Diplomáticos de Moscou
  - Cadetes Cossacos de Moscou
  - Corpo de Cadetes Preobrazhensky
  - Corpo de Cadetes Petrovsky
  - Corpo de Cadetes de São Jorge
  - Corpo de Cadetes Químicos de Moscou
  - Corpo de Cadetes Tagansky
  - Corpo de Cadetes da Polícia de Moscou

### Desfile memorial civil-militar na Praça Kuybyshev, Samara
O desfile de Samara de 1941 foi lembrado mais recentemente, a partir de 2011; o governo da cidade organizou um grande desfile civil-militar na Praça Kuybyshev, na cidade propriamente dita, para homenagear os milhares que marcharam diante de líderes estaduais, políticos e militares naquela praça no inverno de 1941. Também um evento televisionado, o prefeito de Samara é o convidado de honra do desfile, avaliando mais de 10.000 manifestantes das forças armadas, serviços civis, veteranos e alunos de escolas de cadetes em Samara e regiões vizinhas do país, tornando-o muito maior do que o desfile de Moscou. A partir de 2014, o desfile também incluiu uma marcha civil de estudantes, profissionais, atletas e cidadãos ilustres em memória dos manifestantes civis do memorável desfile de 1941. Desde que a cidade se tornou a capital de fato da União Soviética em tempos de guerra, quando as forças do Eixo se aproximaram de Moscou, o desfile de Samara é uma chance para o povo da cidade relembrar um dos capítulos mais famosos de sua longa história. Desde seu início em 2011, adotou a marcha no tempo lento do desfile de Moscou. Após uma pausa de dois anos devido à pandemia de COVID-19, o desfile comemorativo foi retomado em 2022.
A partir do desfile de 2017, as bandas da guarnição da cidade tocam A Internacional enquanto a guarda de honra marcha para a praça para assumir seu lugar de honra na liderança da formação, portando a insígnia naval da Flotilha Militar de Amur e as bandeiras das duas divisões de infantaria que participaram do desfile original.